# Akut-testet
Akut-testet är en enkel metod att undersöka om en person har drabbats av stroke. Testet uppmärksammades i en kampanj som Sveriges landsting och regioner bedrev mellan 2011 och 2014.
Bokstäverna symboliserar:
- A - Ansikte - vilket syftar på att man ska be personen le och visa tänderna. Om mungipan hänger ska man ringa nödnumret 112.[3]
- K - Kroppsdel - som syftar på att man ska be personen lyfta armarna och hålla kvar i 10 sekunder. Om en arm faller ska man ringa 112.[3]
- U - Uttal - syftar på att man ska be personen säga en enkel mening. Om personen sluddrar eller inte hittar rätt ord ska man ringa 112.[3]
- T - Tid - anger att ju fortare personen får behandling desto mindre blir skadorna.[3]

Landstingens strokekampanj bygger på Socialstyrelsens nationella riktlinjer om strokesjukvård. Sammanlagt satsar landstingen och regionerna 50 miljoner kronor på kampanjen under tre år.
Motsvarigheten på engelska är "FAST" utvecklat i Storbritannien 1998 för att utbilda ambulanspersonal. Den engelska förkortningen står för Face Arm Speech Test.